# Ramune

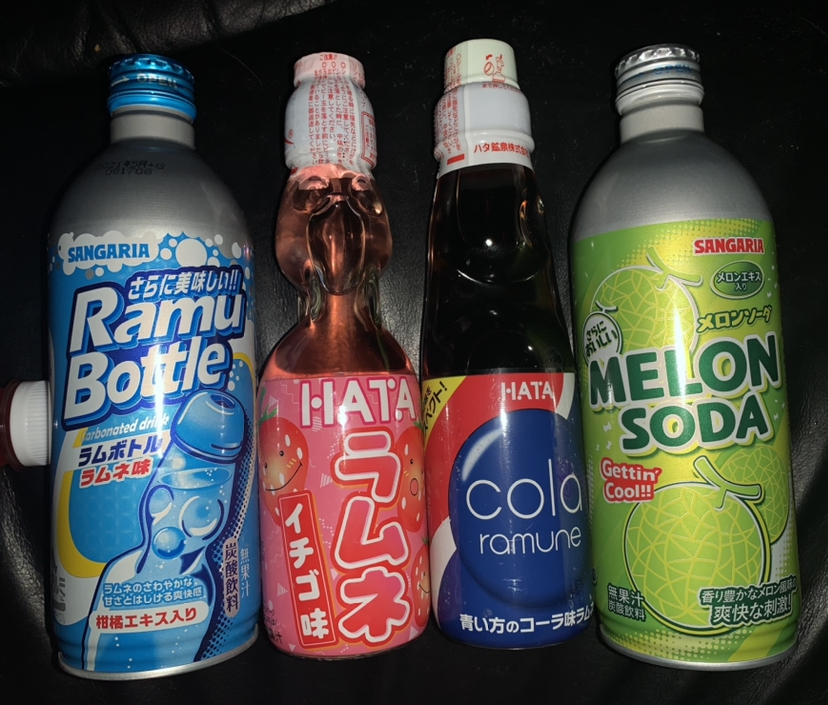
Verschiedene Ramune Sorten - In der Mitte die für Ramune typischen Glasflaschen

Ramune (jap. ラムネ) ist ein japanisches kohlensäurehaltiges Erfrischungsgetränk. Es wurde erstmals 1876 von Alexander Cameron Sim in Kōbe hergestellt.
Geschmacklich ähnelt es sehr einer Limonade. Das Wort Ramune leitet sich phonetisch von dem englischen Wort lemonade ab. Auffällig ist der altertümliche Kugelverschluss, der um 1900 weltweit verbreitet war und mittlerweile nur noch für Ramune und das indische Banta verwendet wird. In der Flasche befindet sich eine murmelähnliche Glaskugel, die als Korken dient. Zum Öffnen der Flasche wird diese in die Flasche gedrückt. Anfangs kann sich das Trinken als schwierig erweisen, da durch den ungewohnten Umgang die Murmel oft die Flüssigkeit blockiert. Bekannte Ramune-Mischgetränke sind unter anderem Litschi-, Erdbeere-, Melone- und Citrus-Geschmack. 
Im deutschsprachigen Raum trifft man Ramune am ehesten in Asia Shops an, welche das Getränk importieren.
Ramune wird ausschließlich von kleinen und mittelständischen Unternehmen (KMU) hergestellt aufgrund des „Geschäftsfelder-Regulierungsgesetzes“ (bun’ya-chōsei-hō), das Großunternehmen im Wesentlichen untersagt, in den Markt von KMUs einzudringen.